# Internationale Dag tegen Homofobie en Transfobie

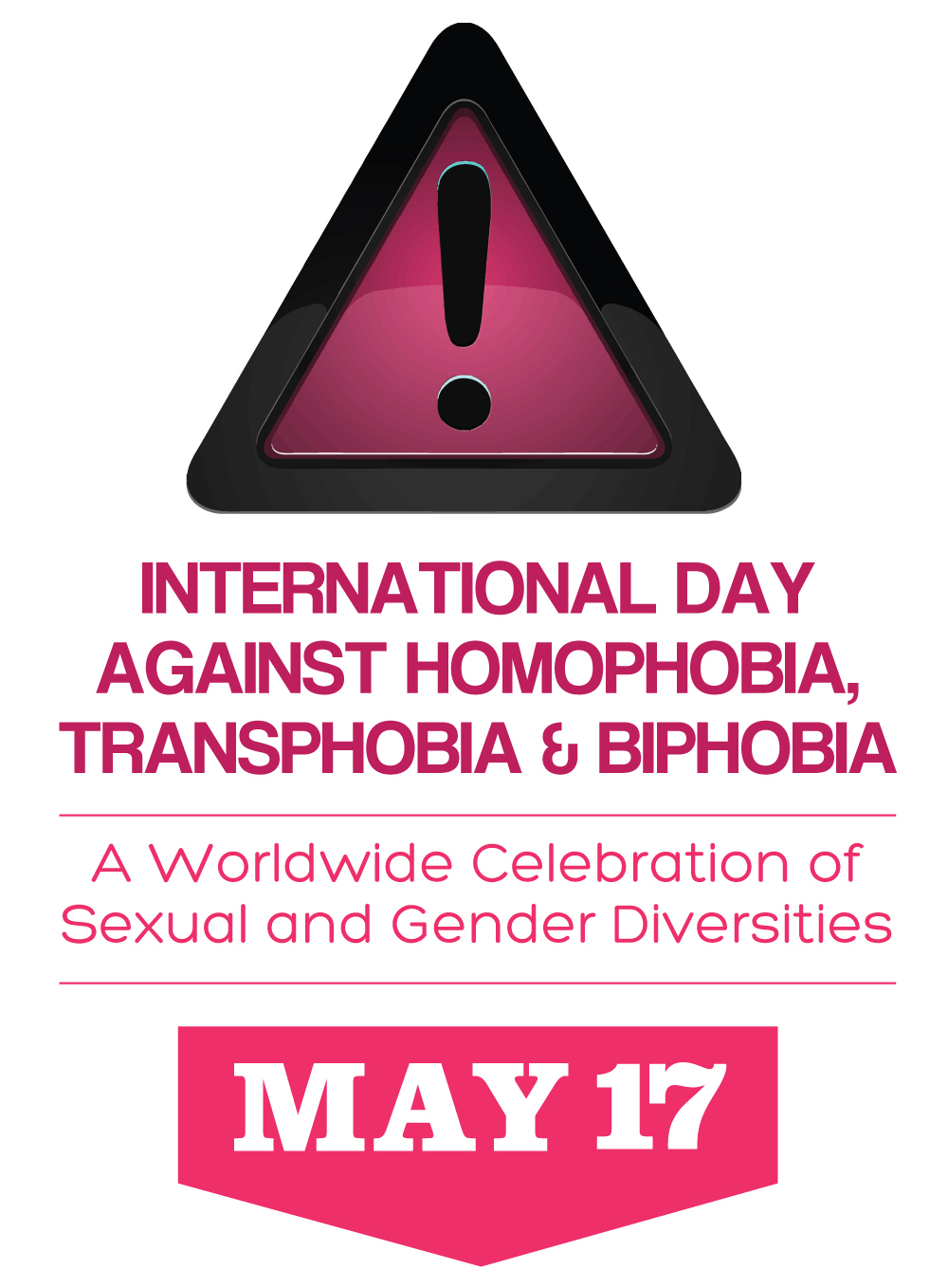
Het IDAHOT logo

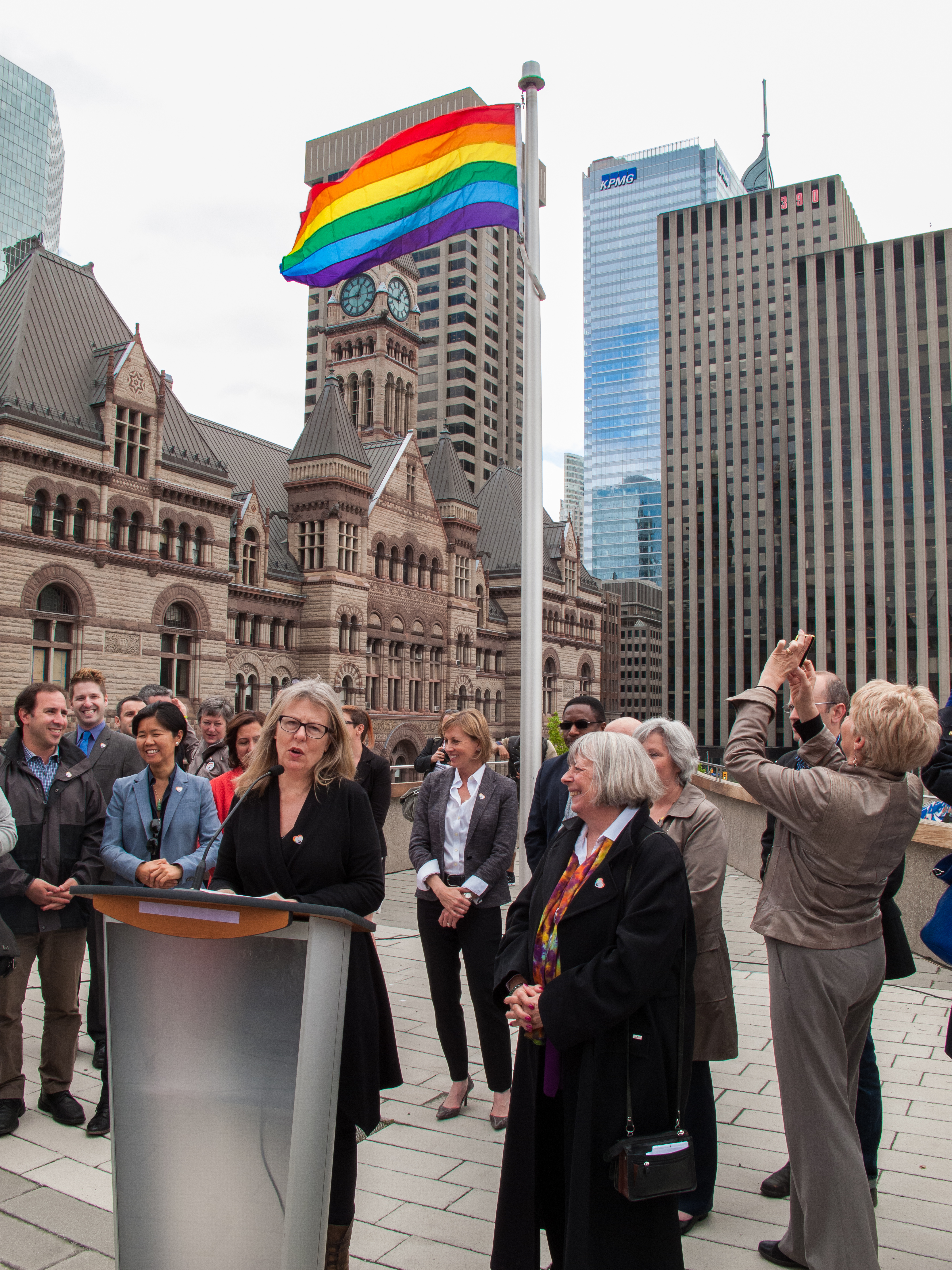
Ceremonie met het hijsen van de regenboogvlag bij het stadhuis van Toronto in Canada op 16 mei 2014

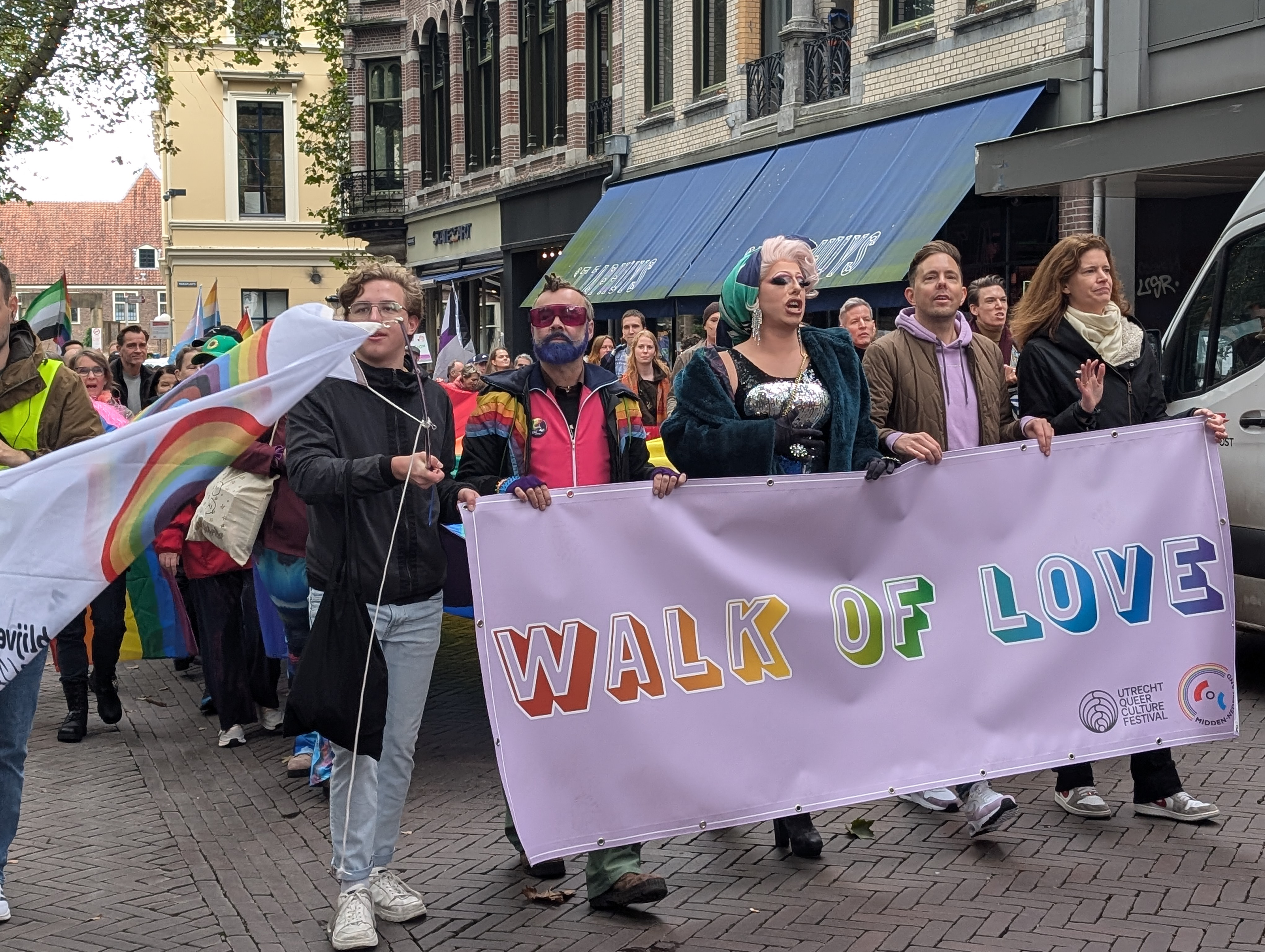
Walk of Love in Utrecht (2024)

De Internationale Dag tegen Homofobie, Bifobie, Transfobie en Interseksefobie (Engels: International Day Against Homophobia, Biphobia, Transphobia and Intersexephobia, afkorting IDAHOT), jaarlijks op 17 mei, is een dag waarop lgbt-organisaties internationaal aandacht vragen voor het verschijnsel homohaat en de sociale onwenselijkheid daarvan. 

## Geschiedenis

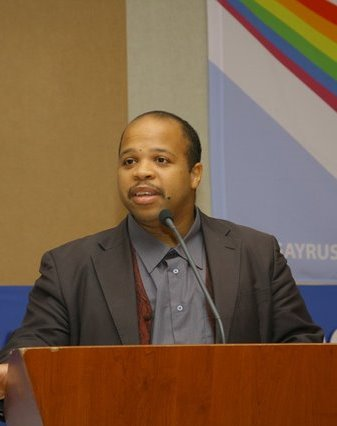
Louis Georges Tin, bedenker van de IDAHOT

IDAHOT is voortgekomen uit een nationale dag tegen homofobie die de Canadese organisatie Fondation Émergence in 2003 organiseerde, toen nog op 1 juni. Sinds 2005 wordt de Internationale Dag tegen Homofobie, Bifobie, Transfobie en Interseksefobie ook in andere landen gevierd, steeds op 17 mei. 
De datum van 17 mei is ingegeven door het feit dat op die dag in 1990 de Wereldgezondheidsorganisatie (WHO) homoseksualiteit officieel schrapte van de internationaal gehanteerde lijst van ziekten, de International Classification of Diseases. Tot dan toe stond homoseksualiteit op die lijst als psychische aandoening te boek. 
Aanvankelijk ging deze dag vooral om bewustwording omtrent afkeer jegens homoseksuele mannen en lesbische vrouwen en heette dan ook International Day Against Homophobia (IDAHO). In 2009 werd Transphobia aan deze naam toegevoegd, als erkenning van zowel de verschillen als de overeenkomsten met homofobie. De afkorting veranderde toen in IDAHOT.
Sinds 2015 is ook Biphobia in de officiële naam opgenomen om daarmee aandacht te vragen voor de specifieke problemen van biseksuelen. Sommige groepen in Engeland en Australië gingen toen de afkorting IDAHOBIT gebruiken, maar wereldwijd is IDAHOT nog steeds het meest gangbaar.
In 2017 werden in zo'n 130 landen activiteiten ter gelegenheid van de Internationale Dag tegen Homofobie, Bifobie, Transfobie en Interseksefobie georganiseerd.

## Karakter
Het verschil van de IDAHOT met evenementen als de Pride Amsterdam en de Brussels Pride - The Belgian & European Pride is dat homo-organisaties en holebi's bij die gelegenheden willen uitstralen dat ze trots zijn op hun seksuele geaardheid en zich er niet voor willen schamen, terwijl het er bij IDAHOT juist om gaat aandacht te vragen voor het verschijnsel homo-, bi- en transgenderhaat en de sociale onwenselijkheid daarvan. De slogan van de internationale campagne in 2008, Homosexuality is NOT a sickness!, illustreert dit.
Enigszins vergelijkbaar is Paarse Vrijdag, die in Nederland op de tweede vrijdag van december plaatsvindt en waarop onder meer op scholen paarse kleding wordt gedragen als statement tegen homofobie.

## Nederland
In Nederland wordt vanaf 2009 tweejaarlijks op of nabij 17 mei de Jos Brink-prijs uitgereikt aan een persoon die zich heeft ingezet voor de homo-emancipatie.
Sinds 2016 is in Utrecht de jaarlijkse Walk of Love, een demonstratieve wandeling georganiseerd door Midzomergracht Festival en COC Midden-Nederland om liefde te vieren en in het teken van IDAHOT. Bij de tweede editie in 2017 was het thema regenboogfamilies: gezinnen met bijvoorbeeld twee vaders, twee moeders of twee vaders en een moeder.
In 2017 waren er rondom de IDAHOT een week lang lokale activiteiten om de aandacht op lhbtiq+-rechten te vestigen. Voorbeelden waren fotoshoots op sportvelden, de opening van een regenboogtunnel in Eindhoven, de ingebruikneming van een genderneutraal toilet op het Stadskantoor van Utrecht en wandelingen voor ouderen.
In 2020 vroeg Tweede Kamerlid Rob Jetten aandacht voor het probleem van homofobie. Jetten is openlijk homoseksueel. Hij las in een twitterbericht een aantal haatberichten voor die hij ontvangt over zijn homoseksualiteit. Hij ontvangt per dag tientallen van dit soort berichten. Hij wilde daarmee laten zien dat de Internationale Dag tegen Homofobie, Bifobie, Transfobie en Interseksefobie echt nodig is. Het thema van de dag was in 2020 Spreek je uit!

## België
In België werd op de Internationale Dag tegen Homofobie, Bifobie, Transfobie en Interseksefobie van 2007 zowel in Brussel als in Verviers een homomonument onthuld. Voorts wordt elk jaar in Brussel The Belgian Pride gehouden op de zaterdag die het dichtste bij 17 mei ligt.
Holebi-organisatie çavaria roept sinds enige jaren alle Vlaamse en Brusselse gemeentes op om op de IDAHOT een regenboogvlag uit te hangen. In 2017 gaven waarschijnlijk 325 van de 327 gemeentes daar gehoor aan. Nederlandse gemeentes en provincies hangen op de Coming-Outdag op 11 oktober een regenboogvlag uit.